# Paralimnus serotinus
Paralimnus serotinus är en insektsart som beskrevs av Mitjaev 1999. Paralimnus serotinus ingår i släktet Paralimnus och familjen dvärgstritar. Inga underarter finns listade i Catalogue of Life.